# Республика Македония на «Евровидении-2012»
Македония приняла участие в конкурсе песни Евровидение 2012 в Баку, Азербайджан. Своего представителя выбрала внутренним отбором, организованный Македонским национальным телеканалом MKRTV.

## Национальный отбор
19 ноября 2011 года MKRTV подтвердил своё участие в международном конкурсе песни Евровидение 2012, выбрав известную на Балканском полуострове певицу Калиопи своим представителем в Баку. Певица уже однажды пыталась представить Македонию в 1996 в Осло с песней «Само ти», но не прошла пре-квалификацию, заняв 26 место.
16 января 2012 года было объявлено название конкурсной песни Калиопи — «Black and White» (Crno i Belo). Премьера песни состоялась на специальном шоу, которое было запланировано провести 29 февраля 2012 года.

## Македония на Евровидение
Македония выступила во втором полуфинале 24 мая 2012 года и получила 53 балла, заняв тем самым 9 место. Таким образом Македония вошла в десятку финалистов из второго полуфинала.
В финале, 26 мая 2012 года, Македония заняла 13 место, получив 71 балл в общей сложности от 12 стран (также 71 балл получила Румыния, но от 13 стран, что по правилам конкурса позволило Румынии занять 12 место).